# 구와타 게이스케
쿠와타 케이스케(일본어: 桑田佳祐, 1956년 2월 26일 ~ )는 일본의 대표 싱어송라이터이자 사잔 올 스타즈의 리드 보컬로, 자신의 밴드인 쿠와타 밴드의 리더이기도 하다. 음악 프로듀서, 영화 감독으로 활동하기도 했다.

## 내력
쿠와타 케이스케는 1956년 2월 26일, 일본의 가나가와현 지가사키시에서 태어났다.
부인 하라 유코는 같은 사잔 올 스타즈의 멤버로, 밴드에서 보컬과 키보드를 담당하고 있다. 대학 음악 동아리에서 만난 두 사람은 1982년 결혼하며 2,000명의 팬을 초대해 결혼피로연을 열었다. 자녀로는 두 아들이 있다.
2010년 7월 28일에는 초기 식도암에 걸린 사실이 밝혀졌으나 수술 후 완치해 8월에 싱글을 발매하고 12월 31일에는 《NHK 홍백가합전》에 출연하며 활동을 재개했다. 2017년엔 솔로활동 30주년을 맞아 전국 5대 돔투어를 성황리에 마쳤다.

## 작품

### 싱글
- 1987.10.06 《悲しい気持ち (JUST A MAN IN LOVE)》
- 1988.03.16 《いつか何処かで (I FEEL THE ECHO)》
- 1993.10.06 《真夜中のダンディー》
- 1994.08.24 《月》
- 1994.10.31 《祭りのあと》
- 1995.01.23 《奇跡の地球》 (쿠와타 케이스케 & Mr.Children 명의)
- 2001.07.04 《波乗りジョニー》
- 2001.10.24 《白い恋人達》
- 2002.06.26 《東京》
- 2007.05.16 《明日晴れるかな》
- 2007.08.22 《風の詩を聴かせて》
- 2007.12.05 《ダーリン》
- 2009.12.09 《君にサヨナラを》
- 2010.08.25 《本当は怖い愛とロマンス》
- 2011.08.17 《明日へのマーチ/Let's try again 〜kuwata keisuke ver.〜/ハダカ DE 音頭 〜祭りだ!! Naked〜》
- 2013.03.13 《Yin Yang(イヤン)/涙をぶっとばせ!!/おいしい秘密》
- 2016.06.29 《ヨシ子さん》
- 2016.11.23 《君への手紙》
- 2019.01.01 《レッツゴーボウリング》 (쿠와타 케이스케 & The Pin Boys 명의)

### 앨범

#### 정규 앨범
- 1988.07.09 《Keisuke Kuwata》
- 1994.09.23 《孤独の太陽》
- 2002.09.26 《ROCK AND ROLL HERO》
- 2011.02.23 《MUSIC MAN》
- 2017.08.23 《がらくた》

#### 베스트 앨범
- 1992.06.27 《フロム イエスタデイ》
- 2002.11.27 《TOP OF THE POPS》
- 2012.07.18 《I LOVE YOU -now & forever-》

## 출연

### TV
- 쿠와타 케이스케의 온가쿠토라산 ~MUSIC TIGER~ (2001년~2002년, 간사이 TV 방송, 후지 TV)
- 쿠와타 케이스케의 온가쿠토라산 ~MUSIC TIGER~ (2009년 4월 20일~9월 21일, 후지 TV)

### 라디오
- 쿠와타 케이스케의 올나잇니폰 (1979년 - 1980년・1984년 - 1985년, 닛폰방송）
- 뮤직 스퀘어 (1989년 ~ 1993년, NHK-FM)
- 쿠와타 케이스케의 상냥한 밤놀이 (1995년 ~ 현재, TOKYO FM)

## 같이 보기
- 사잔 올 스타즈
- 어뮤즈